# Taille (Einheit)
Taille war ein belgisches Längenmaß.
- 1 Taille = 43,4375 Millimeter
- 16 Tailles = 1 Elle = 695 Millimeter